# Сарафян, Элон
Элон Сарафян (арм. Էլոն Սարաֆյան, англ. Elon Sarafian; род. Ереван, Армянская ССР) — армянский певец, автор песен.

## Биография
Родился в Ереване, Армянская ССР. Начал музыкальную деятельность в 7 лет. Начав с классической музыки, Сарафян впоследствии увлёкся инструментальной джазовой музыкой и в 13 лет уже начал писать тексты песен.
Переехав в Лос-Анджелес, Сарафян оказался в окружении американской культуры. Он продолжил не только писать песни, но и в разное время он основал несколько музыкальных групп, находясь под влиянием американских исполнителей. Несколько лет спустя он взял паузу в музыкальной карьере, что стало ключевым событием в его деятельности, поскольку он направил свои силы на написание и исполнение песен на армянском языке. В свой дебютный альбом The Meaning of Life Сарафян включил песни из множества жанров, отражающие различные жизненные ситуации. От этого подхода он не отошёл и во втором своем альбоме The Color of my World.
На создание своего второго альбома у Сарафяна ушло два года душевных исканий. По его утверждению, его песни индивидуальны и являются выражением его армянства. Каждая композиция стилистически отличается от остальных.
Как утверждает сам Сарафян:

Я лишь хочу связать свою музыку со слушателями. Мы обязаны сохранять армянскую культуру и свой язык, отсюда и песни «The Armenian Language» из первого альбома, а также «Armenian Girl» и «For Diaspora» из альбома Temptation. Эти песни направлены прежде всего на нашу молодёжь и если таким образом я смогу повлиять хоть на одного молодого армянина, то я выполнил свою задачу.
Оригинальный текст (англ.)I just want to make a connection between my music and the people who listen to it. It is imperative that we preserve the Armenian culture and our language, hence the song The Armenian Language from first album and songs like Armenian Girl and For Diaspora from Temptation. These compositions are targeted mostly towards our youth and if I can influence just one young Armenian, that I have fulfilled my objective.

## Дискография
- 2000 — The Meaning of Life (арм. Կյանքի իմաստը)
- 2003 — The Color of My World (арм. Իմ աշխարհի գույնը)
- 2007 — Temptation (арм. Գայթակղություն)